# 国泰海通证券

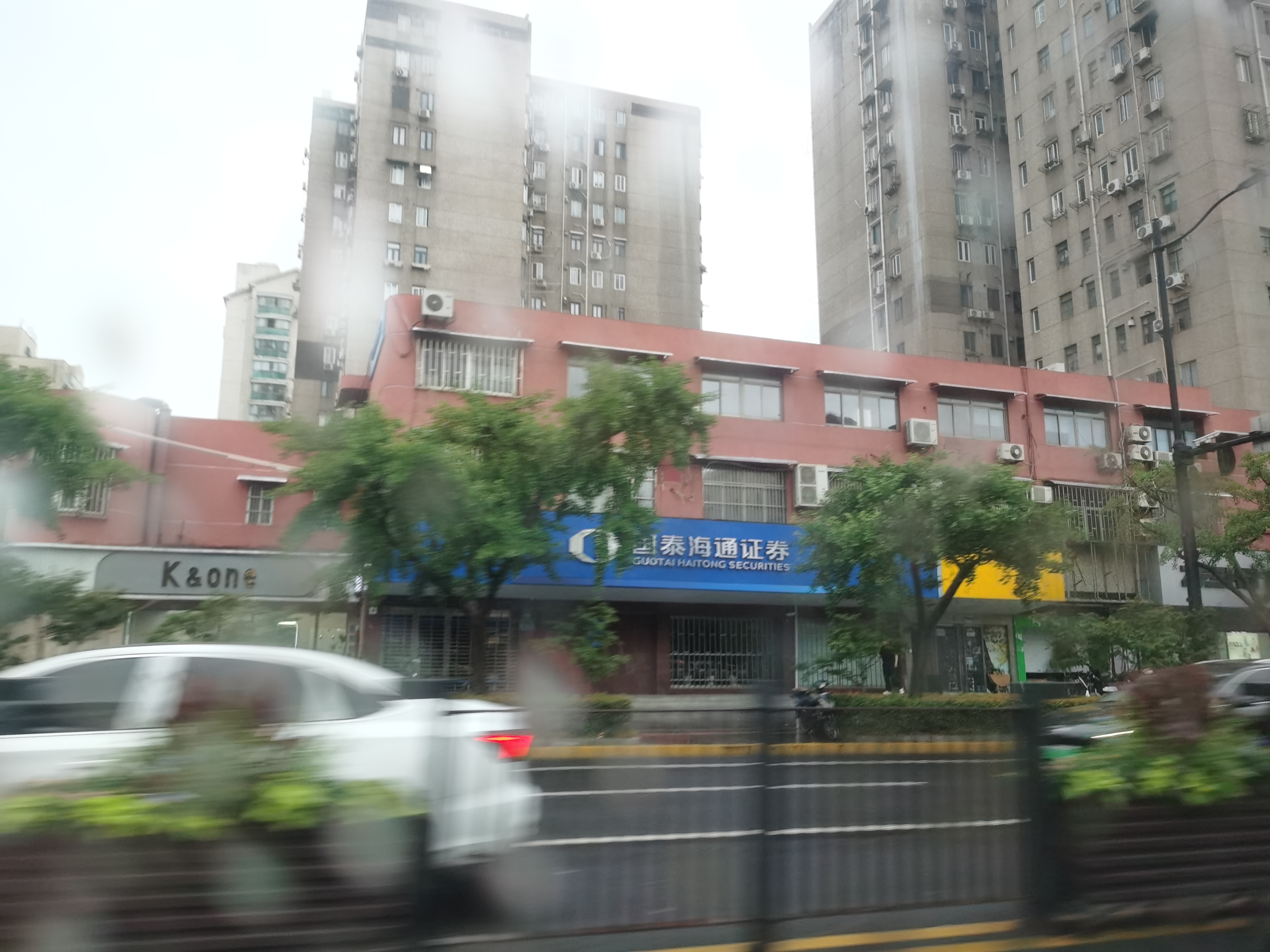
国泰海通证券位于上海市杨浦区四平路的营业部

國泰海通證券股份有限公司，簡稱國泰海通證券（Guotai Haitong Securities，上交所：601211、港交所：2611），是中華人民共和國境內規模最大的證券公司之一。其历史可追溯至1992年9月25日成立的國泰證券和1992年10月12日成立的君安證券，1999年8月18日兩公司合併新設為國泰君安證券股份有限公司（“國泰君安”），2025年与海通证券合并后改为现名。

## 历史
1992年，除证监会成立，国家还批准组建了三大证券公司：北京的华夏证券、深圳的南方证券、上海的国泰证券。三家公司注册资本均为10亿。
同年，在深圳组建的君安证券，由包括军队企业在内的5家国有企业投资，注册资本5000万。其最大股东合能房地产开发有限公司，是当时广州军区司令部第二部（情报处）下属公司。
1997年，君安证券增资扩股到7亿，君安证券董事长兼总经理张国庆等高管通过“账外违法经营隐瞒”转移收入12.3亿，并动用5.2亿，将君安职工持股会变成实际控股股东，持股达77%。而君安职工持股会背后的股东“新长英”和“泰东”，分别为张国庆和君安证券总裁杨骏控制的投资公司。1999年，君安证券受行政力量主导，与当时负债率极高的国泰证券合并，组建国泰君安证券。
2011年，为满足国泰君安上市所需的“一参一控”要求（即同一实际控制人只能控股一家、参股一家券商），上海国际集团与中央汇金完成换股，上海国际集团控股国泰君安证券，而申银万国证券由中央汇金控股。
2021年7月24日，中国证券监督管理委员会发布《2021年证券公司分类结果》，共有103家券商参与。其中国泰君安被评为AA级。在证监会公布的2016年证券公司分类结果中，该券商亦被评为AA级。
2024年9月5日，国泰君安发布公告，宣布与海通证券合并。10月15日，上海市人民政府同意两公司的合并重组。2025年3月，媒体披露合并后的公司名称将更名为“国泰海通证券”，而合并后公司新增股份于3月17日上市，惟股票简称暂保持不变直至更名。3月16日晚，国泰君安发布公告表示，该公司拟更名为“国泰海通证券股份有限公司”，并取得国家市场监督管理总局的预核准。在客户及业务迁移合并方面，原海通证券客户及业务将迁移至国泰海通，另外海通证券客服热线95553将于2025年4月7日并入国泰君安客服热线95521，原95553热线将适时停用。4月3日，公司经上海市市场监督管理局核准更名为“国泰海通证券股份有限公司”。至于合并后的公司标志，因短期内暂无满意方案、商标注册需要较长时间等问题，暂时沿用国泰君安的蓝色钻石型标志。4月11日，国泰海通证券在上海证券交易所重组更名上市，同時国泰海通证券公司挂牌成立。此次收购成为新“国九条”实施以来首个头部券商合并案，亦为近十多年来全球证券行业最大的合并交易案。

## 子公司
- 國泰君安金融控股有限公司: 成立於2007，為國泰君安全资子公司。国泰君安金融控股通过其控股的国泰君安国际及其子公司主要在香港开展经纪、企业融资、资产管理、贷款及融资和金融产品、做市及投资业务。国泰君安金融控股实缴资本 26.1198 亿港币，公司持有其 100%的股权。
- 国泰君安国际控股有限公司: 由国泰君安金融控股有限公司控股并在香港联交所上市的公众公司。旗下擁有國泰君安（香港）證券、國泰君安（香港）期貨、國泰君安財務等7家子公司。將在2010年6月23日進行公開募股，7月8日掛牌，預計集資最多為31.2億港元。而國泰君安（香港）公司，也將成為第1家在香港IPO的中資券商(港交所：1788)。
- 国泰君安资管: 国泰君安资管的主营业务为证券资产管理业务。2021年1月13日，国泰君安资管的经营范围变更为“公募基金管理业务、证券资产管理业务”。
- 国泰君安期货公司: 国泰君安期货的主营业务为商品期货经纪、金融期货经纪、期货投资咨询、资产管理。
- 国泰君安创新投资公司: 国泰君安创投的主营业务为从事股权投资业务及中国证监会允许的其他业务。
- 国泰君安证裕: 国泰君安证裕的主营业务为股权投资，金融产品投资等证券公司另类投资子公司管理规范规定的业务。
- 上海证券: 上海证券的主营业务为证券经纪；证券投资咨询；与证券交易、证券投资活动有关的财务顾问；证券（不含股票、上市公司发行的公司债券）承销；证券自营；证券资产管理；证券投资基金代销；为期货公司提供中间介绍业务；融资融券业务；代销金融产品业务。
- 華安基金: 华安基金的主营业务为基金设立、基金业务管理及中国证监会批准的其他业务。

## 经营范围
- 证券经纪
- 证券自营
- 证券承销与保荐
- 证券投资咨询
- 与证券交易、证券投资活动有关的财务顾问
- 融资融券业务
- 证券投资基金代销
- 为期货公司提供中间介绍业务
- 证券资产管理业务（子公司）
- 商品期货经纪、金融期货经纪（子公司）
- 股权投资（子公司）
- 境外业务（子公司）
- 基金管理业务和发起设立基金业务等（子公司）
- 中国证监会批准的其他业务